# Saint-Martial, Charente-Maritime

Saint-Martial este o comună în departamentul Charente-Maritime, Franța. În 1 ianuarie 2022 avea o populație de 110 de locuitori.